# Baku
Baku (AFI: [baˈku]; in azero Bakı; in russo Баку?, in persiano باکوبا‎, Bakube), conosciuta anche come Baqy, Baky o Baki, in italiano Bacù, è la capitale dell'Azerbaigian, nonché la più grande città e il più grande porto del Paese e di tutto il Caucaso.
Situata sulla costa meridionale della penisola di Abşeron, la città si compone di tre parti principali: il centro, la vecchia Città Murata estesa sul territorio di 21,5 ettari e la parte della città costruita nell'epoca sovietica. La sua popolazione nel 2014 era stimata in 2 122 300 abitanti.

## Geografia fisica

### Territorio
Trovandosi ad un'altitudine di 28 metri sotto il livello del mare, Baku è la capitale di Stato più bassa al mondo.
La città è situata sulla penisola di Abşeron e si affaccia su un golfo sul Mar Caspio occidentale. Il territorio cittadino è circondato da diversi laghi salmastri, il principale è il lago di Böyük Şor.

### Clima
Secondo la classificazione climatica di Köppen, il clima di Baku è di tipo steppico semi-arido freddo, caratterizzato da estati calde e umide, inverni freddi e talvolta umidi, con venti intensi tutto l'anno. Tuttavia, a differenza di molte altre città con condizioni climatiche simili, Baku non sperimenta estati estremamente calde né un'elevata quantità di ore di soleggiamento. Questo è dovuto principalmente alla sua latitudine settentrionale e alla posizione sulla penisola di Abşeron, affacciata sul Mar Caspio.
La penisola di Abşeron, dove sorge Baku, è l'area più arida dell'Azerbaigian, con precipitazioni annuali che non superano i 200 mm. Questo fenomeno è causato dalla presenza delle montagne del Caucaso: mentre regioni con la stessa latitudine sul Mar Nero ricevono oltre 2300 mm di pioggia all'anno. Durante l'epoca sovietica, Baku era una rinomata meta di villeggiatura, apprezzata per il clima secco e salutare e le spiagge sul Mar Caspio. Tuttavia, la sua trasformazione in centro industriale  ha portò un forte inquinamento, rendendola una delle città più inquinate al mondo.
La città è soprannominata la "Città dei venti", poiché è costantemente battuta da forti correnti d'aria. I venti predominanti sono il khazri, un vento freddo proveniente da nord, e il gilavar, un vento caldo da sud, entrambi presenti in ogni stagione. Il khazri può raggiungere velocità di 144 km/h, causando danni a raccolti, alberi e tetti. A luglio e agosto, la temperatura media giornaliera è di 26,4 °C, con scarse precipitazioni. L’inverno è fresco e talvolta umido, con una temperatura media di 4,3 °C a gennaio e febbraio. Le tempeste di neve sono occasionali, e la neve si scioglie solitamente entro pochi giorni.
| Baku (1971-1990)             | Mesi  | Mesi | Mesi  | Mesi  | Mesi  | Mesi  | Mesi  | Mesi  | Mesi  | Mesi  | Mesi | Mesi | Stagioni | Stagioni | Stagioni | Stagioni | Anno    |
| Baku (1971-1990)             | Gen   | Feb  | Mar   | Apr   | Mag   | Giu   | Lug   | Ago   | Set   | Ott   | Nov  | Dic  | Inv      | Pri      | Est      | Aut      | Anno    |
| ---------------------------- | ----- | ---- | ----- | ----- | ----- | ----- | ----- | ----- | ----- | ----- | ---- | ---- | -------- | -------- | -------- | -------- | ------- |
| T. max. media (°C)           | 7,3   | 7,6  | 10,9  | 16,8  | 23,4  | 28,0  | 30,5  | 30,6  | 25,8  | 19,5  | 13,4 | 9,4  | 8,1      | 17,0     | 29,7     | 19,6     | 18,6    |
| T. min. media (°C)           | 2,9   | 2,7  | 4,6   | 8,9   | 14,6  | 19,7  | 22,9  | 22,5  | 18,7  | 13,2  | 8,4  | 4,7  | 3,4      | 9,4      | 21,7     | 13,4     | 12,0    |
| T. max. assoluta (°C)        | 20,4  | 24,0 | 27,8  | 27,8  | 35,0  | 40,5  | 42,7  | 41,9  | 39,4  | 30,1  | 25,0 | 26,0 | 26,0     | 35,0     | 42,7     | 39,4     | 42,7    |
| T. min. assoluta (°C)        | −13,7 | −8,4 | −7,0  | −6,1  | 0,2   | 10,0  | 11,2  | 11,9  | 9,1   | 1,2   | −2,8 | −5,5 | −13,7    | −7,0     | 10,0     | −2,8     | −13,7   |
| Precipitazioni (mm)          | 32,4  | 30,3 | 18,4  | 16,6  | 15,1  | 9,3   | 3,9   | 8,2   | 28,5  | 32,5  | 44,3 | 34,6 | 97,3     | 50,1     | 21,4     | 105,3    | 274,1   |
| Giorni di pioggia            | 6     | 6    | 5     | 4     | 3     | 2     | 1     | 2     | 2     | 6     | 6    | 6    | 18       | 12       | 5        | 14       | 49      |
| Giorni di neve               | 4     | 3    | 0     | 0     | 0     | 0     | 0     | 0     | 0     | 0     | 0    | 3    | 10       | 0        | 0        | 0        | 10      |
| Ore di soleggiamento mensili | 79,3  | 74,8 | 116,5 | 194,6 | 281,1 | 300,4 | 311,6 | 283,6 | 214,5 | 144,6 | 92,3 | 93,5 | 247,6    | 592,2    | 895,6    | 451,4    | 2 186,8 |

## Origini del nome
Con ogni probabilità il nome Baku (pronuncia azera /bɑˈcɯ/ , pronuncia internazionale /baːˈku/), deriva dagli antichi nomi della città: Badu-kube, che significa Città dove soffia il vento, o Baghkuh, che significa Monte di Dio. Fonti arabe si riferiscono alla città chiamandola col nome di Baku, Bakukh, Bakuya, oppure Bakuye.
Altre teorie suggeriscono che il nome derivi dai tempi più antichi dell'epoca zoroastriana, più precisamente dalla parola Baga, che significa Il sole o Il Dio in diverse lingue antiche.

## Storia
La prima citazione scritta della città di Baku risale all'885 in occasione dell'inizio della dinastia dei Abbasidi. La città cominciò ad assurgere al rango di importante centro cittadino dopo la distruzione della città di Shemakha per un terribile terremoto nel XII secolo sotto il regno dello Shirvanshah Ahsitan I che elesse Baku a capitale.
Nel 1501 lo scià safavide Isma'il I assediò la città che resistette grazie alla sua doppia cinta di mura. Nel 1540 la città fu conquistata dall'esercito della dinastia safavide e nel 1604 la fortezza di Baku fu rasa al suolo per ordine dello scià persiano Abbas I.
Il 26 giugno 1723, dopo un lungo assedio e un pesante cannoneggiamento, la città si arrese ai russi dello zar Pietro il Grande, che la volle presidiata da due reggimenti di circa 2400 soldati. Nel 1795 la città fu conquistata dal sovrano della dinastia Qajar Mohammad Khan Qajar durante la sua lotta contro la Russia zarista per la sottomissione di tutto il Caucaso settentrionale. Nella primavera del 1796, su ordine della zarina Caterina II, i russi diedero il via a una grande offensiva nel Transcaucaso che vide la resa di Baku a 6.000 soldati. Il 13 giugno 1796 la flotta russa entrò nella baia di Baku e subito dopo fu istituita una guarnigione permanente sotto il generale Pavel Cicianov. Tuttavia lo zar Paolo I ordinò la cessazione dell'occupazione della regione e le truppe lasciarono Baku nel 1797. Il successivo sovrano russo Alessandro I mostrò un rinnovato interesse per la conquista di Baku, riconquistata l'8 febbraio 1806.
Nel 1813 il possesso russo della città fu stabilito dal Trattato di Golestan che sancì il passaggio di Baku e di gran parte della regione caucasica all'Impero russo; nel 1859 fu istituita la Gubernija di Baku.
All'inizio del XIX secolo Baku era un insediamento di frontiera con l'aspetto di un ducato medievale. Tra le sue mura di settecento anni strette strade di ciottoli serpeggiavano lungo mercati all'aperto pieni di attività, piccole case di fango e un minareto dal quale una principessa era saltata morendo per sfuggire al padre incestuoso. Carretti di legno dal colore dell'arcobaleno chiamati arbas e larghe carrozze montate su irregolari ruote alte sette piedi trasportavano persone e beni attraverso il deserto circostante. La baia a forma di mezzaluna – più di sette miglia da estremità a estremità e quindici di circonferenza – brulicava di barche da pesca provenienti da Hastarkhan, sulla costa settentrionale, e di mercanti neri provenienti dalla costa meridionale della Persia.
A partire dal 1873 il boom petrolifero spinse lo sviluppo urbanistico e industriale, dando vita al distretto noto come Città Nera che vide la fioritura di rappresentanze e delegazioni di compagnie provenienti da ogni angolo del mondo: svizzeri, inglesi, italiani, francesi, belgi, tedeschi e americani.
All'inizio del XX secolo la città fu teatro di scontri e di episodi di violenza etnica nel quadro della Rivoluzione russa. I bolscevichi costituirono la Comune di Baku e nell'estate del 1918 l'offensiva ottomana portò alla Battaglia di Baku, l'ultima battaglia della prima guerra mondiale sul fronte del Caucaso. Nel 1920 Baku fu sede della celebre Conferenza Comintern dei Popoli Orientali: il Congresso di Baku.

### Seconda guerra mondiale
Durante la seconda guerra mondiale la città svolse un ruolo vitale per il rifornimento di petrolio al resto del paese; la conquista dei campi petroliferi intorno a Baku da parte delle truppe tedesche era uno degli obiettivi dell'Operazione Edelweiss (maggio-novembre 1942); la fornitura fu sospesa dall'avanzata dei tedeschi e i rifornimenti ripresero solo dopo la vittoria nella Battaglia di Stalingrado e il ritiro dell'Asse dal Caucaso.
Il governo sovietico confiscò la maggior parte dei beni della comunità ebraica di Baku. Dopo il crollo dell'Unione Sovietica, il governo azero restituì le sinagoghe e un collegio ebreo nazionalizzati dai sovietici. Il governo ha anche finanziato il restauro di questi edifici, iniziando il rinnovamento delle sette sinagoghe tra cui Gilah e la grande sinagoga del Kruei.

### Dal 1990
In seguito alla dissoluzione dell'Unione Sovietica l'Azerbaigian ottenne l'indipendenza nel 1991. Pochi mesi prima, nel gennaio del 1990, ebbe luogo a Baku un Pogrom nei confronti della minoranza armena (Pogrom di Baku) che viveva nella città, legato alla guerra tra Azerbaigian e l'Armenia per il controllo della regione del Nagorno Karabakh. Nella notte tra il 19 e il 20 gennaio la città fu occupata dall'Armata Rossa che per ristabilire l'ordine provocò 130 vittime e diverse centinaia di feriti tra i civili.
Il 25 novembre 2000 la città fu colpita da un terremoto di forza 6,8, che provocò danni anche ai monumenti della Città Vecchia. Nel 2003 i monumenti sono stati inseriti nella lista dei patrimoni dell'umanità in pericolo fino al 2009, con la motivazione della mancanza di adeguati piani di tutela della Città Vecchia contro fenomeni di speculazione edilizia che hanno coinvolto anche le parti più antiche della città.
Da un punto di vista urbanistico, dall'indipendenza si è assistito ad una forte spinta innovativa per eliminare le tracce dell'influenza sovietica. Diversi edifici dell'epoca sovietica sono stati demoliti,  recuperate aree verdi soprattutto lungo la costa; l'aumento del prezzo del petrolio e il crescente flusso turistico hanno creato risorse per realizzare progetti avveniristici come il Centro culturale Heydər Əliyev, le Flame Towers e altri edifici modernissimi.

## Monumenti e luoghi d'interesse

### Architetture civili
- Torre della Vergine
- Palazzo degli Shirvanshah
- Città Murata

Nel dicembre del 2000, la Città Vecchia, il Palazzo degli Shirvanshah e la Torre della Vergine sono stati dichiarati dall'UNESCO Patrimonio dell'umanità.
La maggior parte dei muri ristretti dopo la conquista russa del 1806 sono stati conservati. Questa parte della città è un complesso caratterizzato da strettissime vie che collegano palazzi antichi; include anche il Palazzo degli Shirvanshah, due caravanserragli, la Torre della Vergine, simbolo di Baku, con vista sulla baia. Vi sono anche numerosi hammam e piccole moschee spesso senza alcun segno che li distingua dagli altri palazzi.

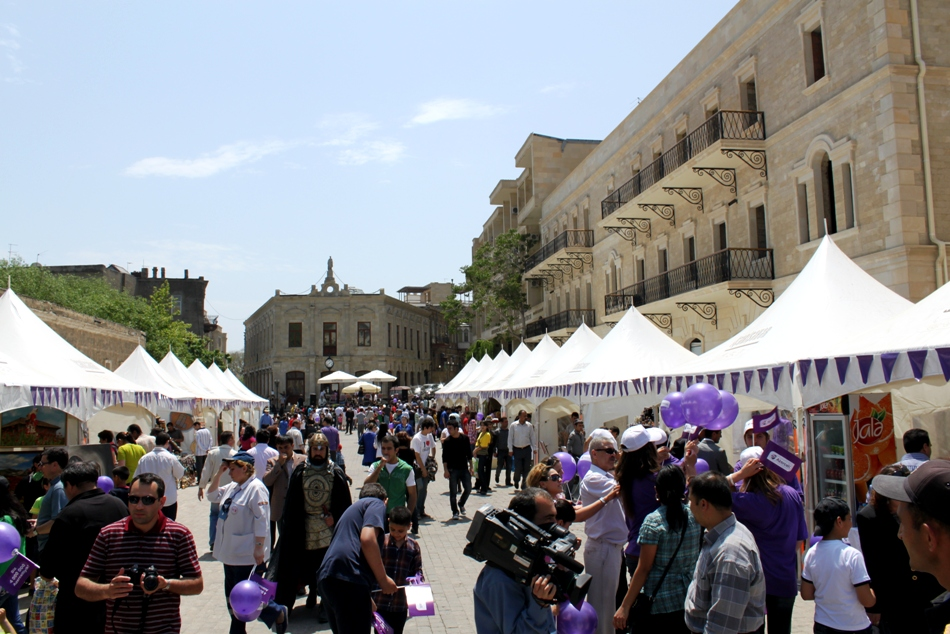
Mercato nella Città Vecchia

Nel 2003 UNESCO ha incluso il complesso nella Lista “Patrimoni dell'Umanità in Pericolo” citando i danni subiti dal terremoto del 2000 e la scarsa conservazione. Il complesso è stato tolto dalla suddetta lista nel 2009 in seguito all'esecuzione di importantissimi lavori di restauro e conservazione. Successivamente l'ingresso di mezzi di trasporto nel complesso è stato limitato a quelli dei residenti nella Città Murata e ai mezzi di soccorso.

### Architetture religiose
- Tempio del fuoco zoroastriano di Ateshgah, viene visitato dai turisti ma anche dai pellegrini di tutto il mondo.

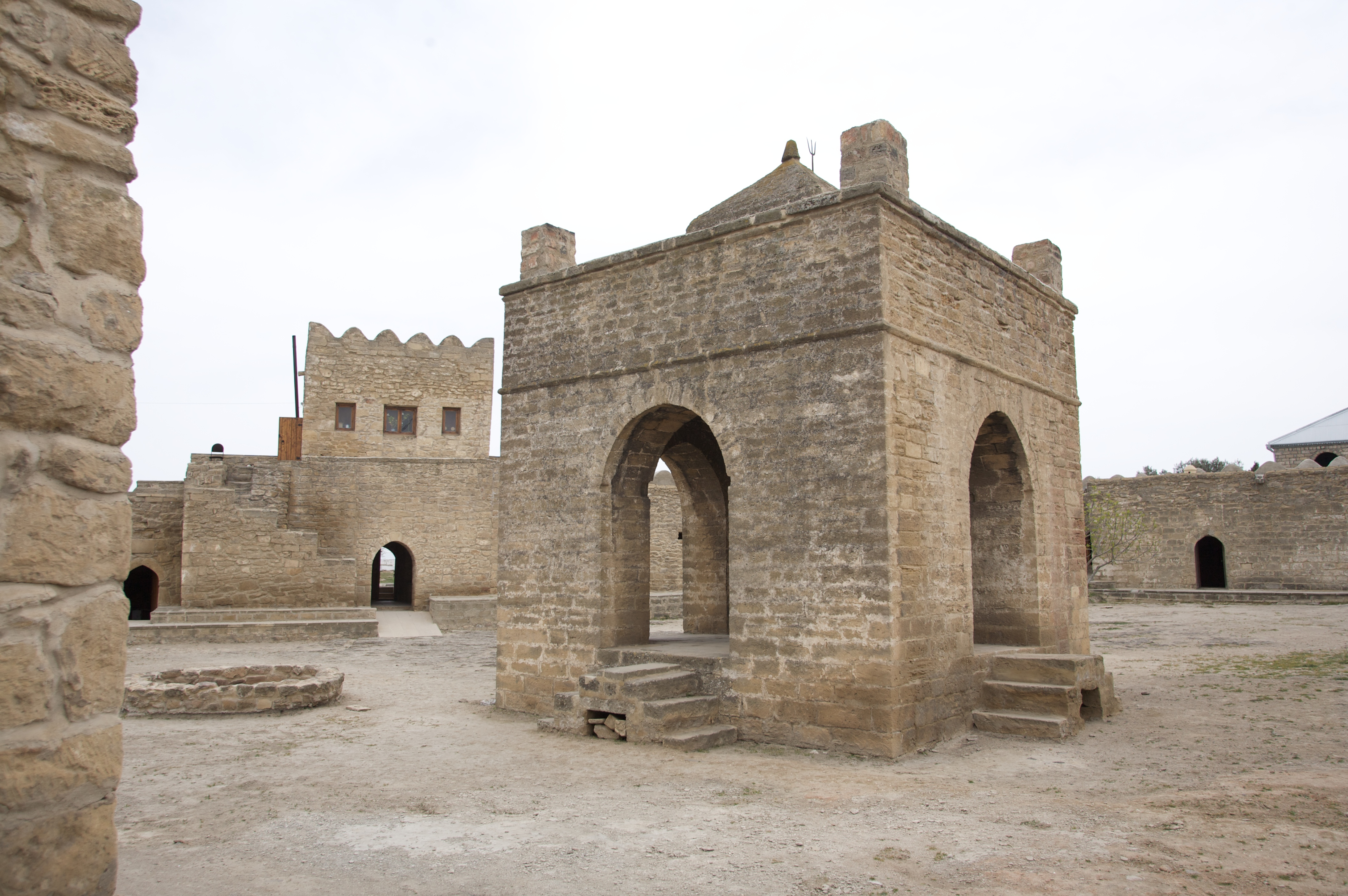
Il Tempio del fuoco, zoroastriano Ateshgah di Baku

- Sinagoga Gilah, costruita nel 1896
- Grande sinagoga del Kruei

### Aree naturali
- Riserva statale di Qobustan, si trova nei dintorni di Baku. Con i suoi graffiti preistorici, è caratterizzata da un paesaggio semi-desertico e da innumerevoli vulcani di fango che creano un'immagine quasi irreale.
- Parco zoologico, il più antico zoo dell'Azerbaigian.

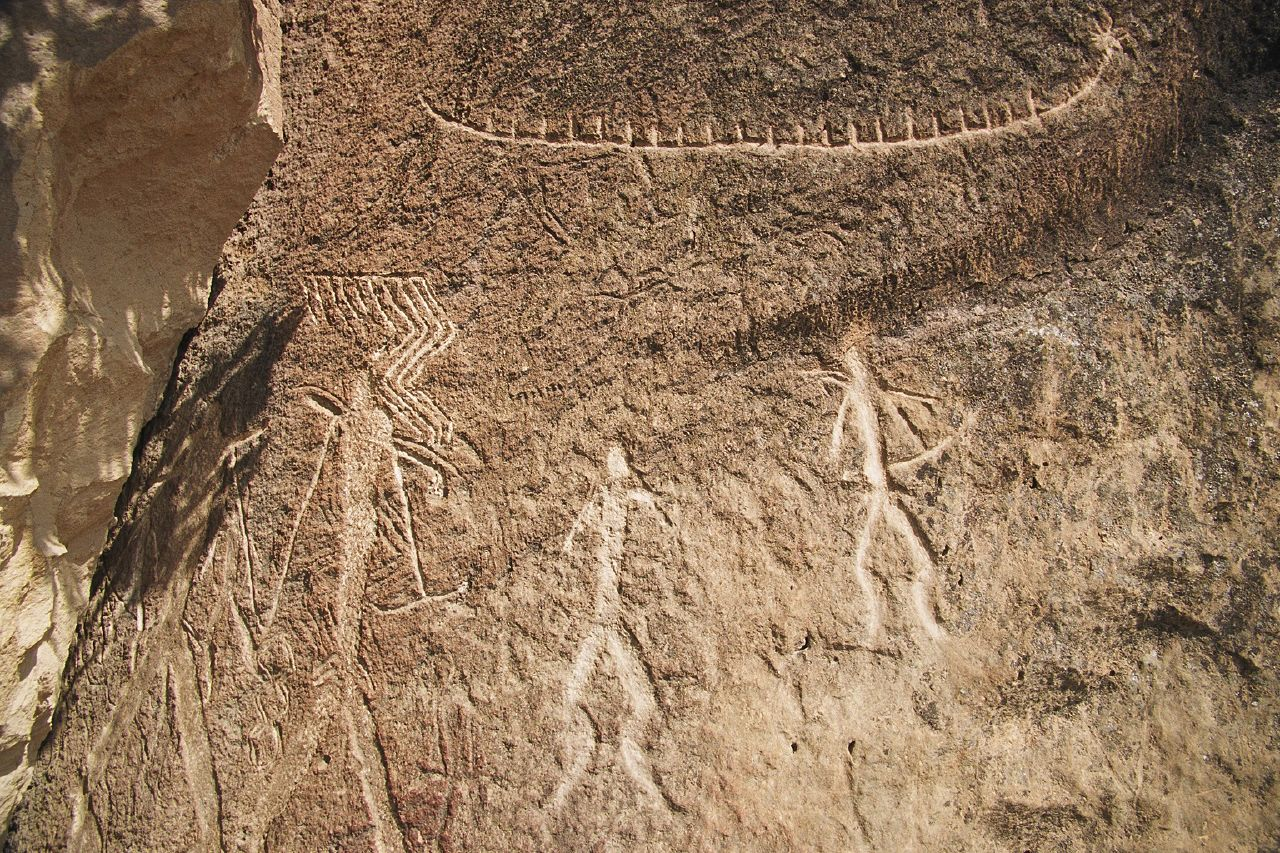
I graffiti del Qobustan

## Società
Già dai tempi dell'URSS, Baku era considerata una delle città più evolute del paese grazie alla diversità etnica dei suoi abitanti. Essendo uno dei centri più importanti dell'industria petrolifera dell'Unione Sovietica, Baku attirava molti cittadini da tutte le parti dell'URSS. Nel XX secolo, quasi metà degli abitanti della città era di etnie diverse; russi, tedeschi (le famiglie degli ostaggi presi durante la seconda guerra mondiale), gli ebrei e gli armeni. 

### Evoluzione demografica
La crescita intensiva della popolazione è iniziata dalla metà del XIX secolo. Allora Baku era una piccola città con una popolazione di circa 7.000 abitanti. La popolazione è aumentata da circa 13.000 persone nel 1860 a 112.000 nel 1897 e a 215.000 nel 1913, e così Baku diventò la città più grande nella regione del Caucaso.

### Etnie e minoranze straniere
Più del 90% della popolazione di Baku, che conta circa 3 milioni di abitanti, è composta dagli azeri.

### Religione
In Azerbaigian la religione predominante è l'Islam e la maggioranza dei musulmani sono sciiti. Le moschee più importanti della città includono la Moschea Juma, la Moschea Bibi-Heybat, la Moschea Muhammad e la Moschea Taza Pir.
Ci sono altre fedi praticate tra i diversi gruppi etnici all'interno del paese. In base all'articolo 48 della sua Costituzione, l'Azerbaigian è uno stato laico e garantisce la libertà religiosa. Le minoranze religiose includono cristiani ortodossi russi, levantini cattolici, cristiani ortodossi georgiani, cristiani apostolici albanesi-udi, luterani, ebrei ashkenaziti e musulmani sufi. Baku è la sede della Prefettura apostolica cattolica dell'Azerbaigian.
Lo zoroastrismo, ai giorni nostri estinto in città e nel resto del paese, in Azerbaigian ha avuto una lunga storia e il capodanno zoroastriano (Nowruz) continua ad essere la festa principale dell'Azerbaigian.

## Cultura
Baku ha una vita molto intensa per quanto riguarda il teatro, l'opera e il balletto che hanno un ricco programma basato sul repertorio locale e internazionale.
Vi è anche una sala all'aperto dove si organizzano spettacoli durante la stagione estiva.

### Cinema
Il cinema principale è l'Azerbaijan Cinema, situato nel cuore della città. 

### Teatro
Il Teatro statale accademico Axundov di opera e balletto dell'Azerbaigian, progettato dall'architetto Nikolaj Baev durante il primo boom petrolifero, è una delle sale da concerto più rinomate di Baku.

Altro teatro importante della città è il Teatro accademico nazionale d'arte drammatica.

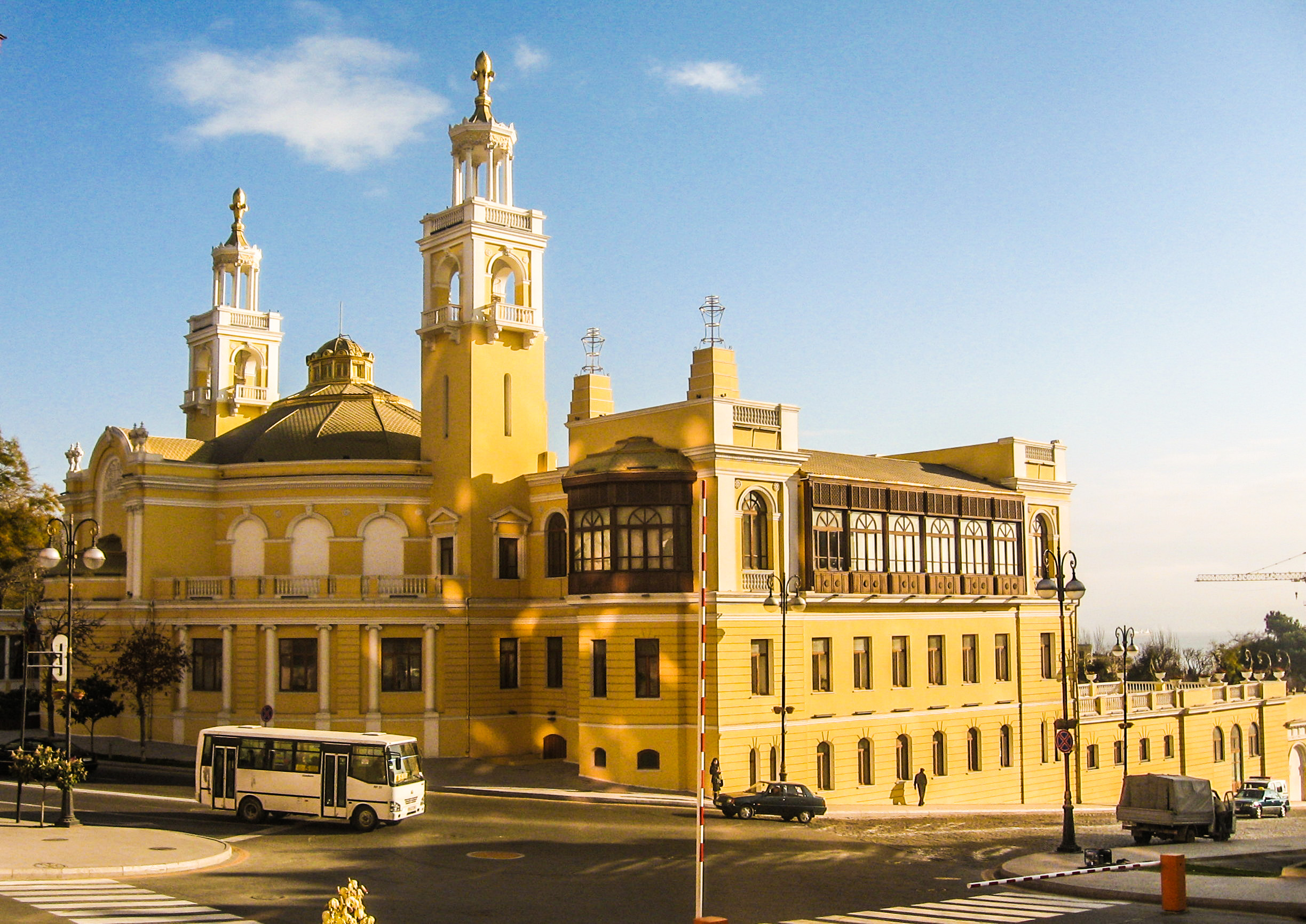
La Filarmonica Statale

### Musica
La Filarmonica Statale è stata appena ristrutturata e offre concerti di musica classica interpretata da artisti locali e internazionali.
Il Palazzo Heydər Əliyev, riaperto dopo il restauro, ospita concerti e spettacoli tra i più importanti della città.

### Musei
- Museo del Tappeto, nel quale sono esposti i tappeti di tutti periodi e stili prodotti in Azerbaigian (Shirvan, Kazakh, Karabakh, Shemakha) e nelle province dell'Azerbaigian iraniano (Tabriz, Ardabil e Urmia)
- Museo Statale dell'Arte, è il museo d'arte più importante dell'Azerbaigian
- Museo di Arte Moderna
- Museo nazionale di storia
- Museo della Letteratura Nazionale
- Museo Archeologico Etnografico Qala, è un museo a cielo aperto con una superficie totale di 1,2 ettari. Nel museo vengono esposti gli oggetti archeologici trovati nel territorio della Penisola di Abşeron
- Museo dell'Indipendenza dell'Azerbaigian, a ridosso del quale è presente il Monumento della Dichiarazione d'Indipendenza

### Istruzione

#### Scuole
Vi sono più di 300 scuole medie a Baku. Nel 2008 sono state inaugurate 21 nuove scuole e 28 scuole sono state completamente rinnovate. Il Ministero dell'Istruzione ha avviato il progetto Scuola Elettronica che prevede la connessione di tutte le scuole della città a internet e l'utilizzo dei materiali multimediali nell'istruzione.

#### Università
Come centro dell'istruzione del Paese, Baku ospita molte università. Dopo il collasso dell'Unione Sovietica sono state create anche numerose università private.
- Università di Stato di Baku, fondata nel 1919
- Accademia della Musica di Baku, fondata nel 1920
- Accademia Statale del Petrolio dell'Azerbaigian, fondata nel 1920
- Università Medica dell'Azerbaigian, fondata nel 1930
- Università Economica statale dell'Azerbaigian, fondata nel 1930
- Università Slava di Baku, fondata nel 1946
- Università tecnica dell'Azerbaigian, fondata nel 1950
- Università Linguistica dell'Azerbaigian, fondata nel 1973

Le università private sono:
- Università Khazar, fondata nel 1991
- Università Occidentale, fondata nel 1991
- Università Qafqaz, fondata nel 1992
- Università Odlar Yurdu, fondata nel 1995
- Università Internazionale dell'Azerbaigian, fondata nel 1997
- Università ADA

### Ricerca
L'Accademia delle Scienze dell'Azerbaigian, fondata nel 1945, ha la sua sede principale a Baku.

## Geografia antropica

### Urbanistica
Baku sta vivendo un vero e proprio boom dell'edilizia. Questo boom ha portato inevitabilmente ai drastici cambiamenti nello sviluppo urbano della città, trasformando la vecchia città sovietica in un hub dei grattacieli.
I nuovi sviluppi nel settore immobiliare hanno spianato la strada per altri progetti delle infrastrutture come la costruzione di nuovi ponti e strade per ridurre la congestione del traffico.
Ci sono numerose critiche sul fatto che le costruzioni di questi ultimi anni non hanno seriamente preso in considerazione la locazione di Baku in una zona sismica attiva.
Un altro problema riguarda la mancanza di pianificazione urbana o un piano generale di sviluppo per la città. Negli ultimi due anni, il Comune sta effettuando la ristrutturazione diffusa di vecchi edifici, viali e parchi.
Uno dei progetti più importanti nel campo urbanistico è la  Baku White City; un distretto completamente nuovo adiacente al centro che sorge nell'area di 224 ettari che durante l'era Sovietica ospitava le industrie del petrolio e tra gli abitanti di Baku era conosciuta come la "Città nera".

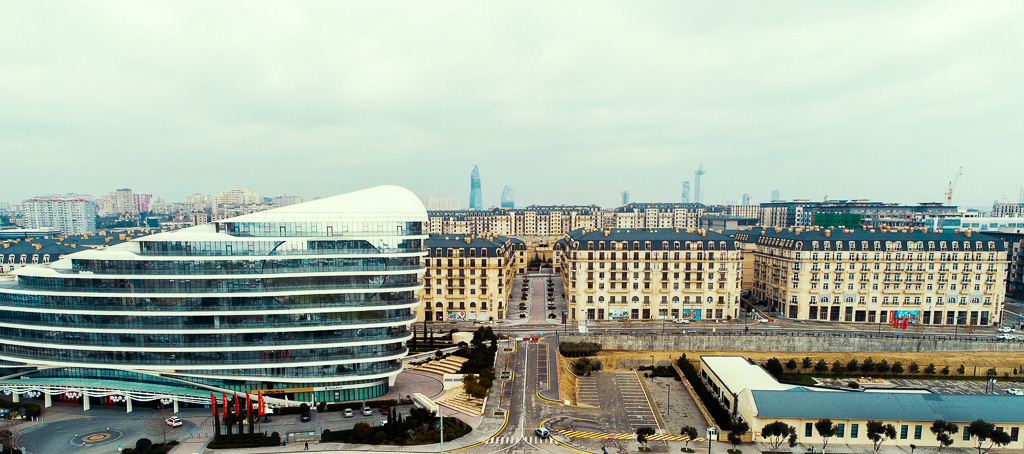
Una delle vie della Baku White City.

### Suddivisioni amministrative
Baku è divisa in dodici distretti (raion) e 5 municipalità:
- Distretto di Binəqədi
- Distretto di Qaradağ
- Distretto di Xətai
- Distretto di Khazar
- Distretto di Nərimanov
- Distretto di Nəsimi
- Distretto di Nizami
- Distretto di Pirallahy - Neft Daşları
- Distretto di Sabail - Città Vecchia, Torre della televisione, Flame Towers, Baku Crystal Hall
- Distretto di Sabunçu
- Distretto di Suraxanı - Baku Expo Center
- Distretto di Yasamal - Università statale di Baku, Moschea Taza Pir,

## Economia

### Petrolio
L'economia della città è fondata sul petrolio. L'esistenza del petrolio è nota fin dall'VIII secolo e a partire dal XV secolo venne utilizzato per l'illuminazione ricavandolo da sorgenti affioranti in superficie.
A Baku, nel 1848, venne effettuata la prima trivellazione al mondo, lo sfruttamento economico dei giacimenti iniziò nel 1872 e all'inizio del XX secolo l'area petrolifera di Baku era la più grande del mondo, se ne ricavava oltre la metà del consumo mondiale. Alla fine del XX secolo i giacimenti terrestri si esaurirono e si passò allo sfruttamento dei giacimenti marini.
Oggigiorno l'economia del petrolio di Baku sta vivendo la sua rinascita. Lo sviluppo delle enormi giacenze Azeri-Chirag-Guneshli e Shah Deniz, gestite dalla compagnia statale SOCAR, ha portato il 25 maggio 2005 all'inaugurazione da parte della BP del contestato oleodotto Baku-Tbilisi-Ceyhan lungo 1.760 km.

### Turismo

Il Museo del Tappeto

Baku è una delle mete turistiche più importanti del Caucaso. Vi sono anche delle Kurgan, case e altri monumenti originari di questa area appartenenti al terzo-secondo millennio a.C.
Di notevole interesse la ricca tradizione locale della produzione di tappeti, di cui è possibile visitare un grande centro artigianale con una vasta esposizione di tappeti prodotti a mano dalle 350 artigiane impegnate nella produzione.
Negli ultimi anni nelle località della riviera intorno a Baku sono sorte numerose strutture balneari.

Uno degli stabilimenti balneari di Merdekan, a nord di Baku

## Infrastrutture e trasporti
Nell'aprile del 2011 viene inaugurato l'avveniristico Sistema di Gestione Elettronico del Trasporto Pubblico Urbano, analogo a quello già utilizzato nella capitale coreana Seul implementato dalla coreana SKCNC.

### Aeroporti
Baku è servita dall'aeroporto di Baku-Heydər Əliyev. L'aeroporto di Baku è l’hub principale della compagnia aerea nazionale Azerbaijan Airlines che effettua voli di linea diretti nelle città dell'Europa e dell'Asia e Nord America. Vi sono anche i voli di linea diretti effettuati dalle compagnie europee (Lufthansa, Austrian, Wizz Air, airBaltic, russe Aeroflot, UTair, S7 Airlines, Rossija Airlines, e dalla compagnia aerea del Kazakistan Air Astana. Vi sono due terminal, il Terminal 2 fa da hub alla compagnia low cost Buta Airways che offre voli verso le città della Russia, Turchia, Georgia, Ucraina, Bahrain ed Arabia Saudita.
Aeroporto di Baku è l'unico aeroporto della regione ad aver ricevuto 5 stelle dalla SKYTRAX.

### Ferrovie
Ci sono numerosi collegamenti ferroviari da Baku verso la Russia (Mosca), (San Pietroburgo), (Tjumen'), verso l'Ucraina (Kiev, Charkiv) e verso la Georgia (Tbilisi). Nel 2017 è stata inaugurata la nuova linea ferroviaria Baku-Tbilisi-Kars, che ha fatto diventare Baku un importante nodo di collegamento ferroviario tra la Cina e l'Europa.
Con linee locali le ferrovie azere offrono collegamenti con le numerose città dell’Azerbaigian; è presente anche una linea ad alta velocità che collega Baku a Gäncä, la seconda città del paese. Negli ultimi anni il nodo ferroviario tangenziale di Baku è stato rinnovato completamente, offrendo i collegamenti con le aree suburbane della città. È presente anche un collegamento diretto con la città industriale satellite Sumqayıt. Tutte le più importanti linee fanno capo alla Stazione di Baku.

### Autobus
L'autostazione internazionale di Baku è stata inaugurata il 12 febbraio 2009. La nuova autostazione comprende un albergo a quattro stelle e un centro commerciale. Circa 800 autobus partono ogni giorno da Baku verso le città e i villaggi nell'interno del Paese e per le destinazioni internazionali in Russia, Ucraina, Georgia, Iran e Turchia.
Il trasporto pubblico è svolto con autobus di grandi dimensioni ed è gestito dai operatori privati. I più importanti sono la Baku Bus Company (che copre soprattutto il centro della città) e la Safa. La gestione del sistema pubblico è effettuata dalla  Agenzia di Trasporti di Baku. Il pagamento delle corse viene fatta con Baku Card, che possono essere acquistate presso quasi tutte le fermate dei bus. Con la stessa tessera si possono pagare anche le corse in metropolitana.

### Porti
Ci sono collegamenti marittimi da Baku fino a Turkmenbashi (Turkmenistan), Aqtau (Kazakistan), Bandar Anzali e Bandar Nowshar (Iran). È in costruzione il nuovo Porto marittimo internazionale di Baku, nella località Alat a circa 30 km dalla città. I lavori di costruzione del porto sono stati eseguiti dall'olandese Royal Haskoning Group e sono stati completati nel 2016.

### Metropolitana
La Metropolitana di Baku, in forte espansione, con stazioni che sovente rappresentano, alla stregua della più celebre Mosca, delle opere d'arte, raggiunge quasi tutti i distretti cittadini dal centro. Quasi ogni anno viene inaugurata una nuova stazione della metropolitana. Al momento ci sono 24 stazioni che collegano il centro con quasi tutte le aree della periferia della città.

Una stazione della Metropolitana di Baku

## Amministrazione

### Gemellaggi
- Amman
- Bassora
- Bordeaux
- Dakar
- Honolulu
- Houston
- Istanbul
- Jedda

- Konya
- Magonza
- Napoli: gemellata per la somiglianza del golfo su cui si affaccia. Nel quartiere Scampia c'è una strada intitolata a questa città: Via Bakù
- Venezia
- San Pietroburgo
- Sarajevo
- Smirne
- Tabriz
- Acapulco

## Sport

### Formula 1
Nel 2016, Baku ha ospitato il Gran Premio d'Europa, mentre dal 2017  ospita il Gran Premio d'Azerbaigian. La gara si svolge nel circuito cittadino che attraversa tutto il centro della città. Il Circuito cittadino di Baku ha anche il rettilineo più lungo del calendario della Formula 1, lungo circa 2,2 km. 

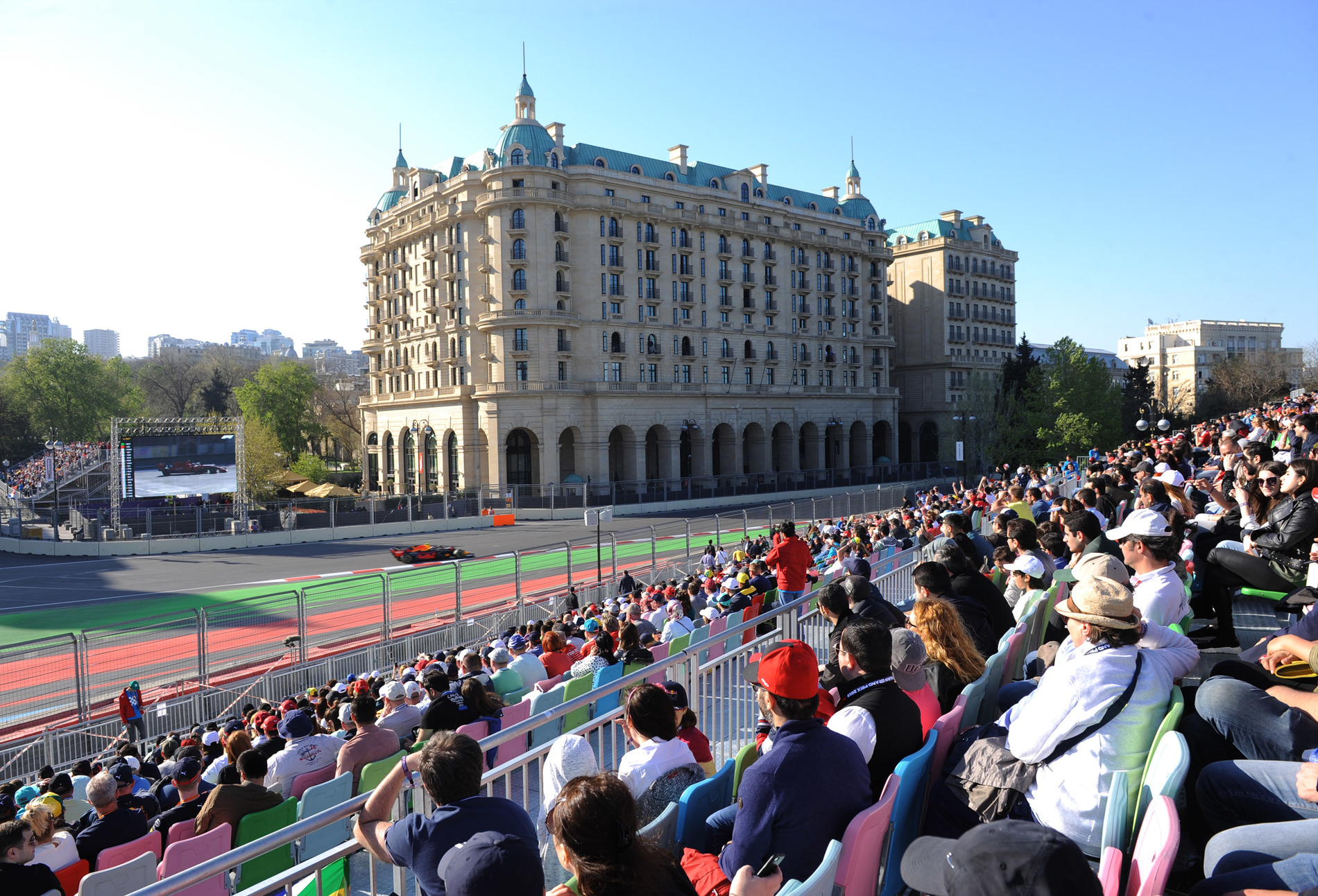
Circuito cittadino

### Calcio
Lo Stadio Olimpico di Baku ha ospitato la finale della UEFA Europa League 2018-2019 il 29 maggio 2019 e ha ospitato tre partite della Fase a Gironi e un quarto di finale di Euro 2020, il campionato europeo di calcio.
Le principali squadre di calcio di Baku sono:
- Neftçi Peşəkar Futbol Klubu
- Bakı Futbol Klubu
- Keşlə Futbol Klubu
- AZAL Peşəkar Futbol Klubu
- Ravan Baku FC
- Gömrükçü Baku (calcio femminile)

### Pallacanestro
- Gala BC Baku
- BC Aztop Baku
- NTD Devon Baku

### Pallavolo
La città ha una forte tradizione pallavolistica e può vantare 5 squadre di pallavolo femminile:
- Azərreyl Voleybol Klubu
- Lokomotiv Bakı Voleybol Klubu
- Rabitə Bakı Voleybol Klubu
- Voleybol Klubu Bakı
- İqtisadçı Voleybol Klubu

### Scacchi
Baku è anche una delle capitali mondiali degli scacchi: da qui vengono grandi maestri come Teymur Rəcəbov, Vüqar Həşimov, Garri Kasparov, Rauf Məmmədov e l'arbitro Faiq Həsənov.

### Eventi
Nel corso della sua storia la città di Baku ha ospitato vari eventi internazionali come i Campionati europei di ginnastica ritmica del 2007 e del 2009, i Campionati mondiali di ginnastica ritmica 2005, il campionato europeo di lotta 2010, i campionati mondiali di pugilato dilettanti 2011, la coppa CEV di pallavolo femminile 2009-2010, il campionato europeo di Taekwondo 2007. Dal 2011 la città ospita annualmente la Baku Cup di tennis. Dal 2013 ospita i campionati internazionali di arrampicata sportiva.
Inoltre la città ospita ogni anno tornei internazionali come il Baku Chess Grand Prix, la President's Cup, il Baku Open. La città si è candidata ad ospitare la 42ª Olimpiade degli scacchi nel 2014.
Baku era tra le città candidate ad ospitare le Olimpiadi estive del 2020, successivamente assegnate a Tokyo. Baku aveva già provato, senza successo, a candidarsi per ospitare le Olimpiadi 2016.
Nel dicembre 2012 la 43sima Assemblea Generale dell'EOC (European Olympic Committees - Comitati Olimpici Europei) svoltasi a Roma, ha assegnato a Baku i "First European Games Baku 2015", prima edizione dei Giochi Europei che dal 2015 in avanti si svolgeranno ogni quattro anni. Ufficialmente 19 sport parteciperanno ai Primi Giochi Europei Baku 2015 con oltre 40 discipline sportive e circa 9200 tra atleti e Team Officials di 49 differenti paesi europei, verranno ospitati all'interno del Villaggio Atleti, in costruzione e in via di ultimazione, situato lungo la principale arteria cittadina, Heidar Alyiev Prospekti, che collega Baku all'Aeroporto Internazionale cittadino GYD, che porta lo stesso nome dell'ex presidente dell'Azerbaigiian.
Dal 2016 la città ospita il circuito cittadino di Baku, utilizzato in Formula 1 per il Gran Premio d'Europa nel 2016 e, a partire dal 2017, per il Gran Premio di Azerbaigian. Nel 2016 il vincitore è stato Nico Rosberg (Mercedes), Daniel Ricciardo (Red Bull) nel 2017, Lewis Hamilton (Mercedes) nel 2018 e Valtteri Bottas (Mercedes) nel 2019
Dal 12 al 22 maggio 2017 ha ospitato la quarta edizione degli Islamic Solidarity Games, evento multisportivo a cadenza quadriennale organizzato dalla Islamic Solidarity Sports Federation (ISSF) sfruttando gli impianti realizzati per i Giochi Europei 2015.

### Impianti sportivi
- Stadio olimpico di Baku
- stadio Tofiq Bəhramov
- Palace of Hand Games
- Heydər Əliyev Sports and Exhibition Complex
- Circuito di Baku

## Galleria d'immagini

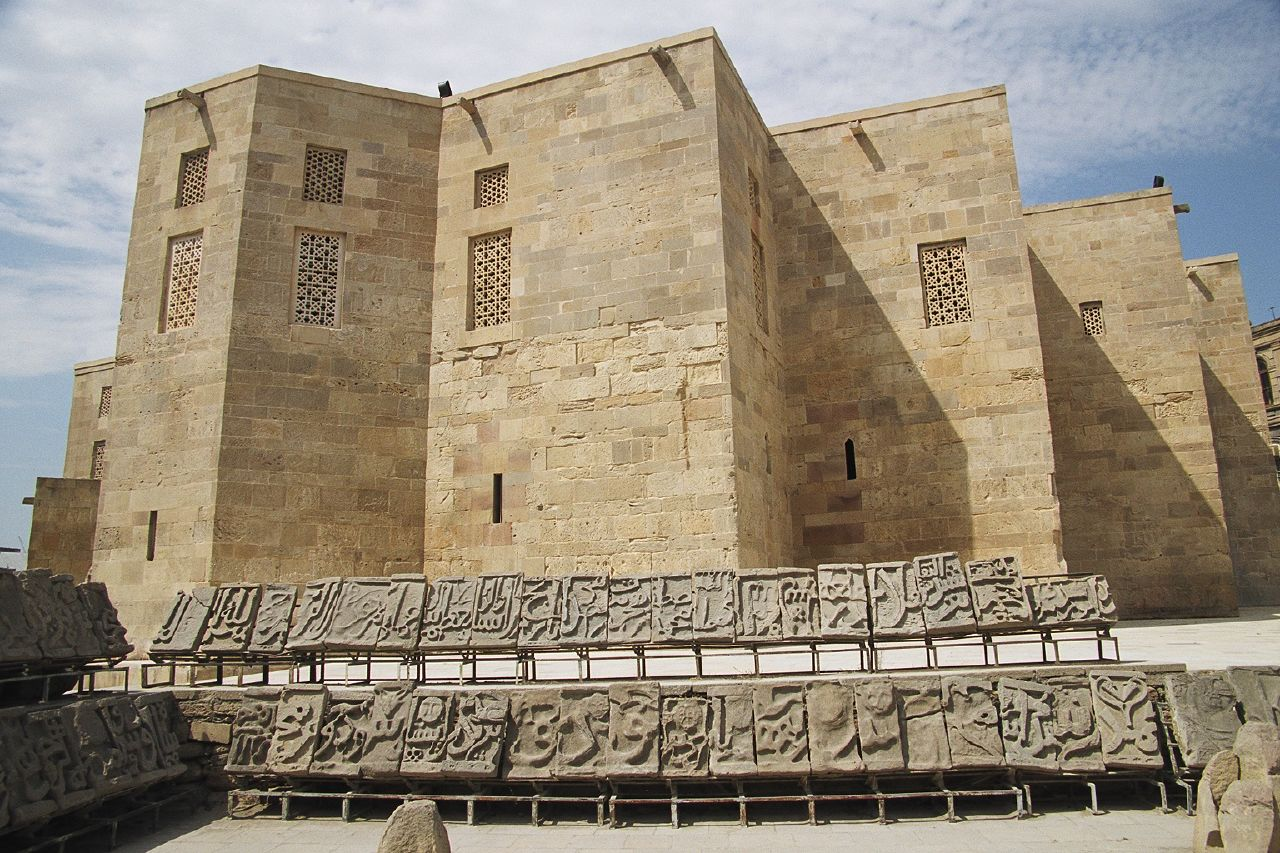
Fortezza di Baku
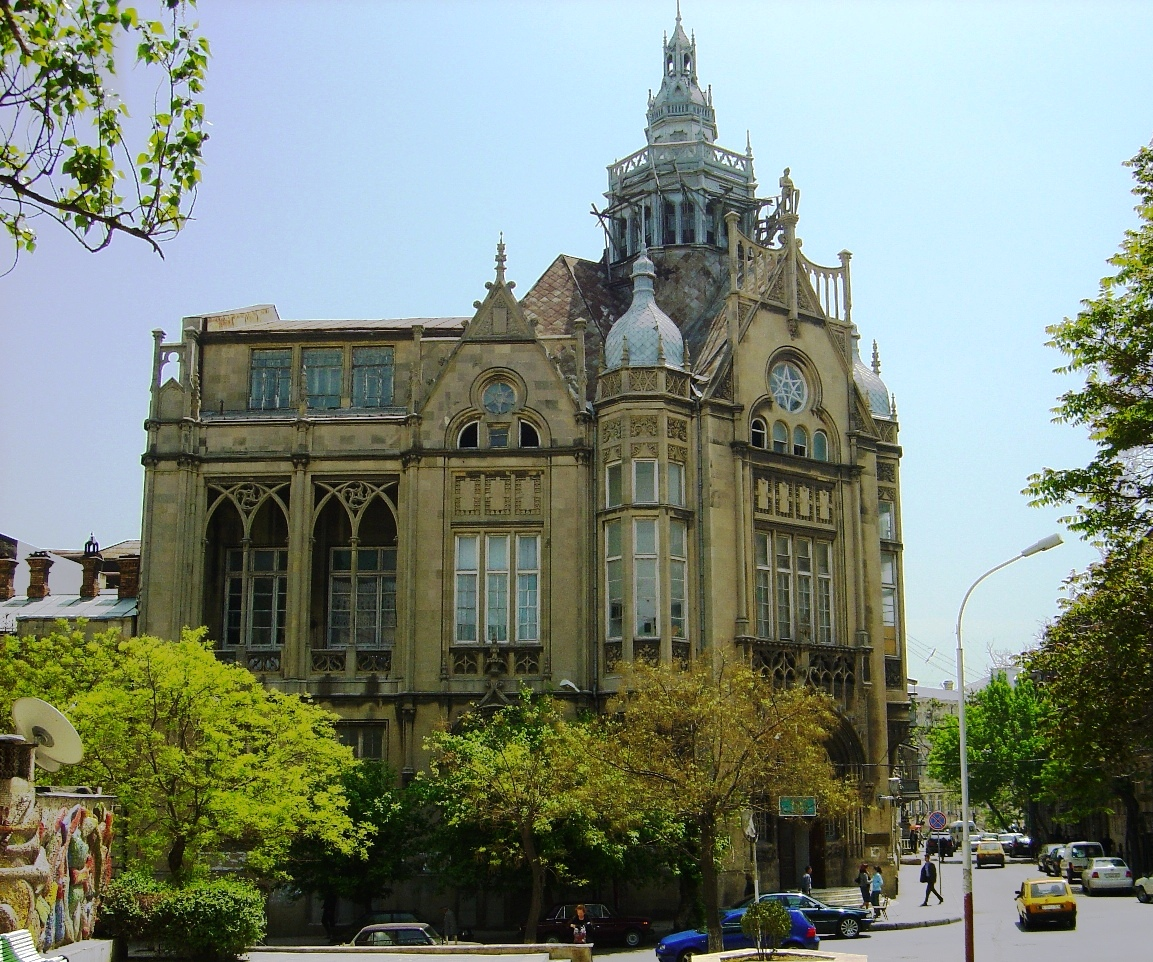
Palazzo dei matrimoni
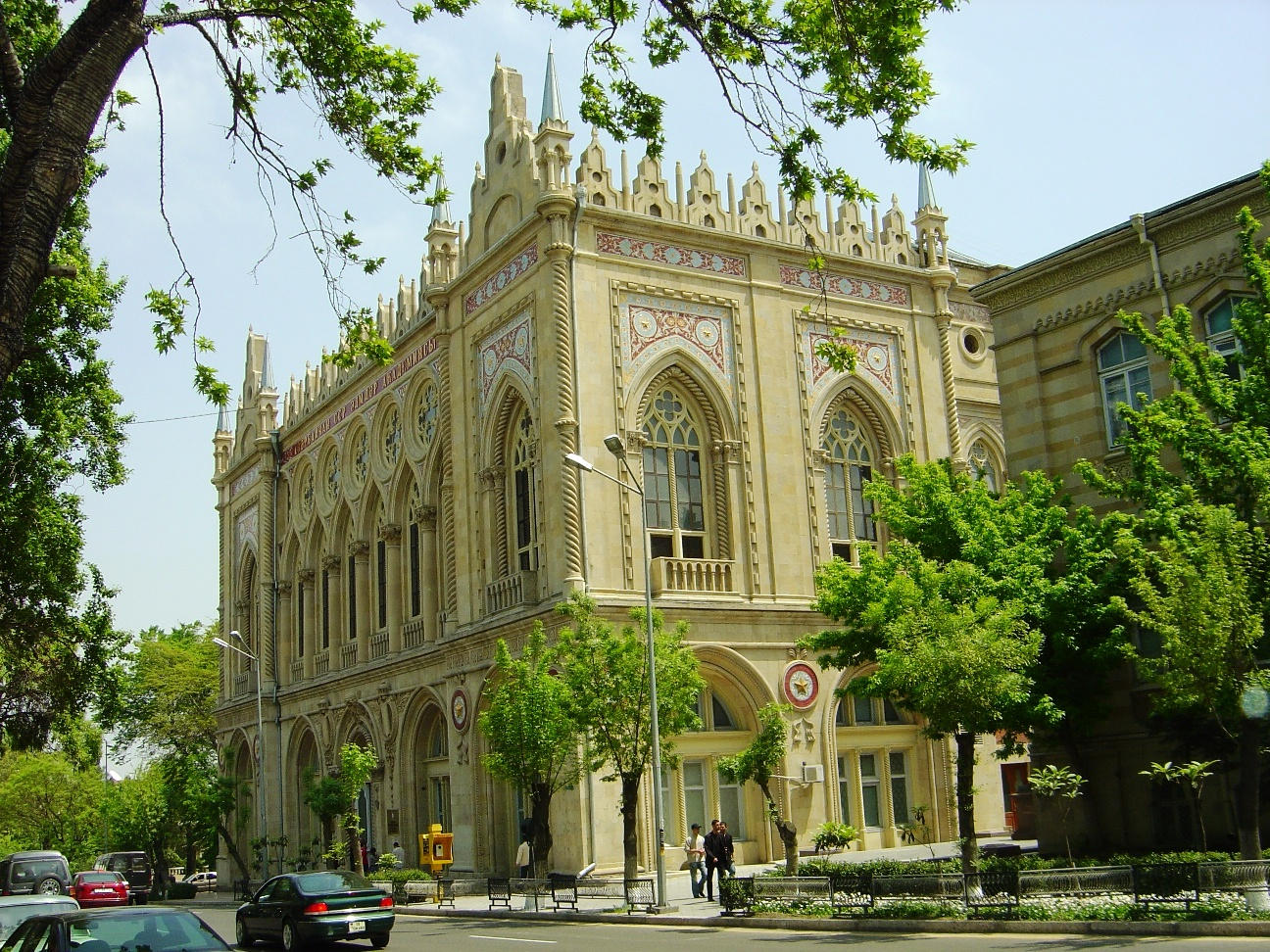
Accademia delle scienze
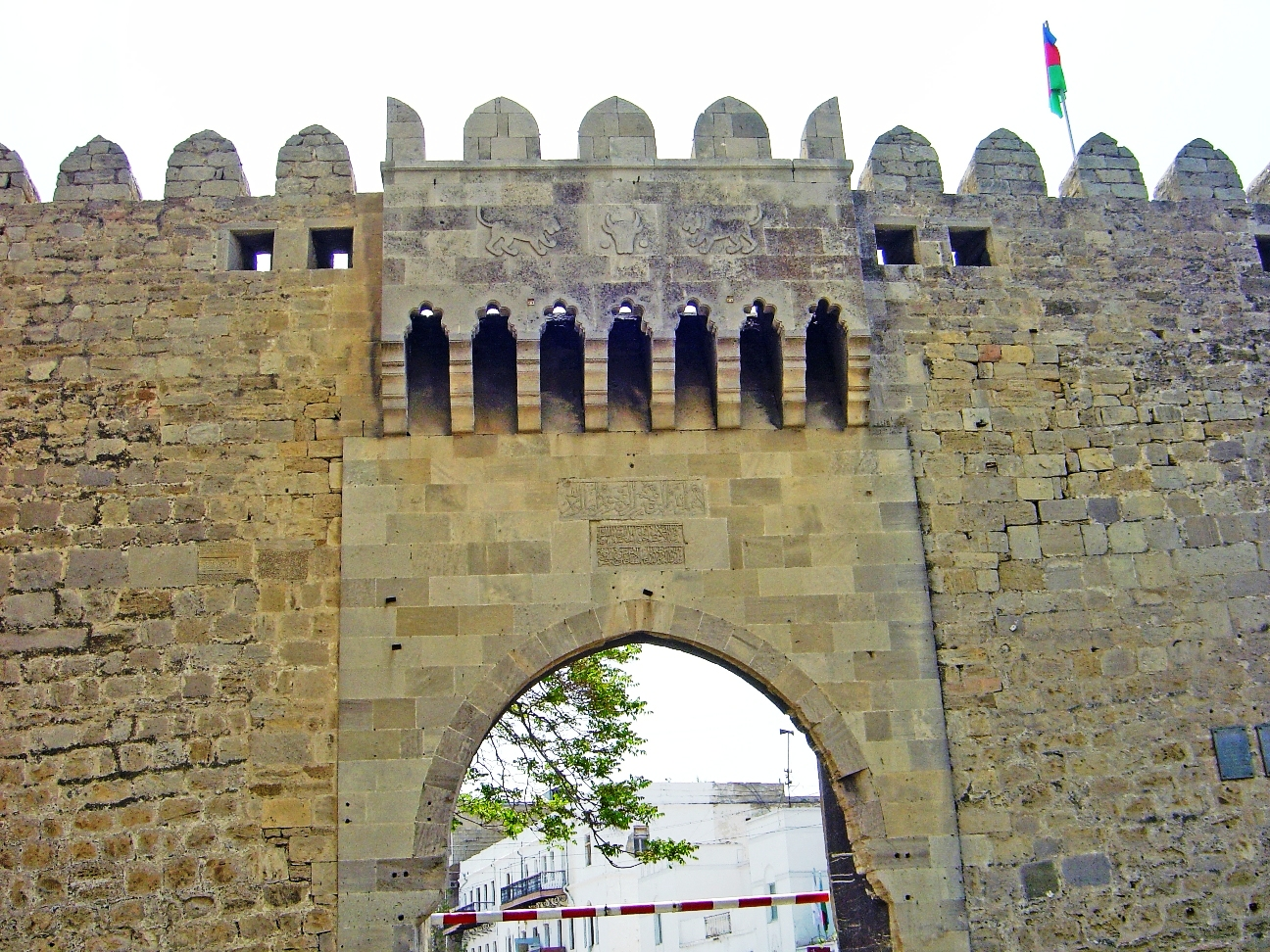
Ingresso alla città vecchia
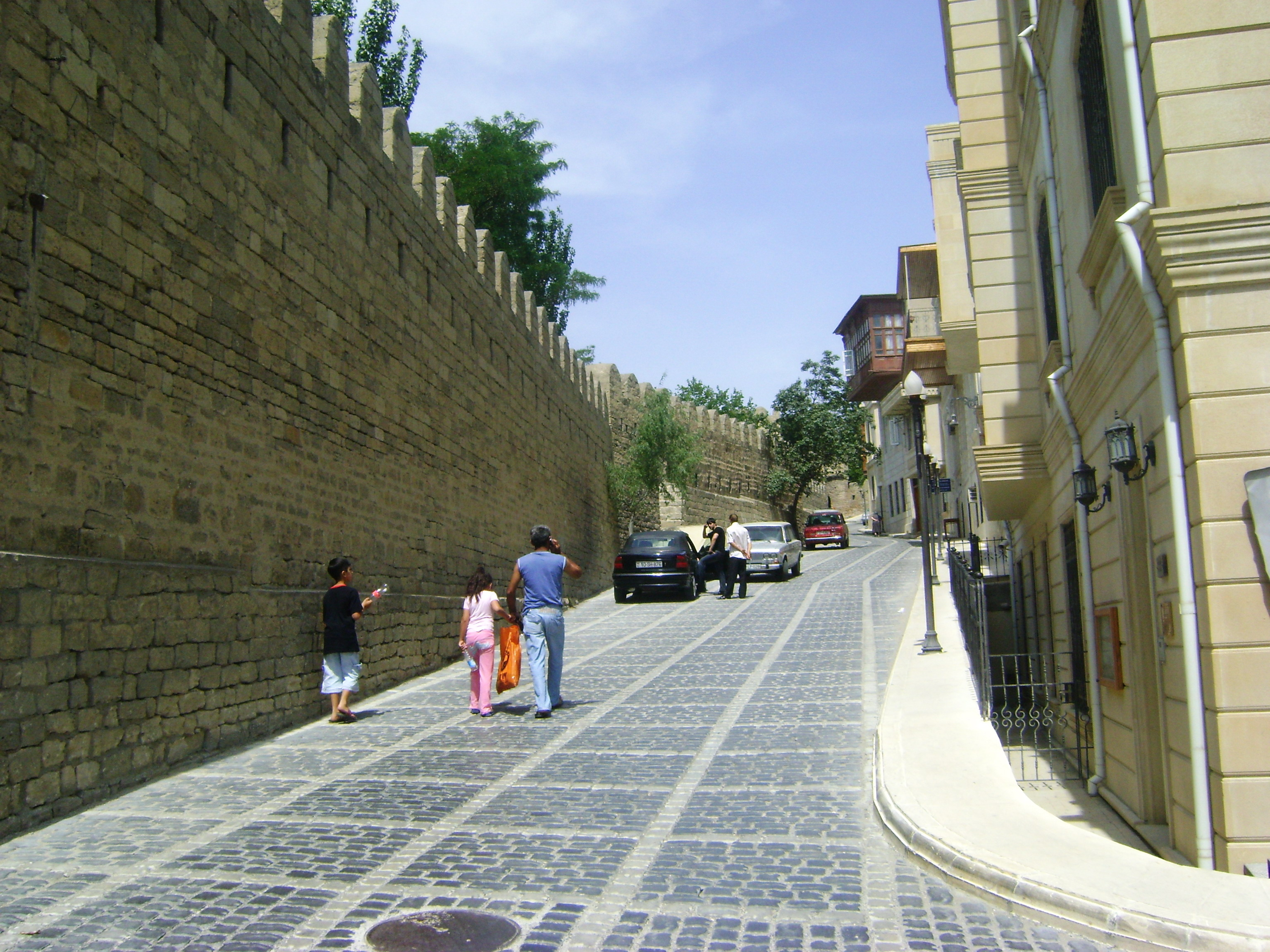
Le vie della città vecchia
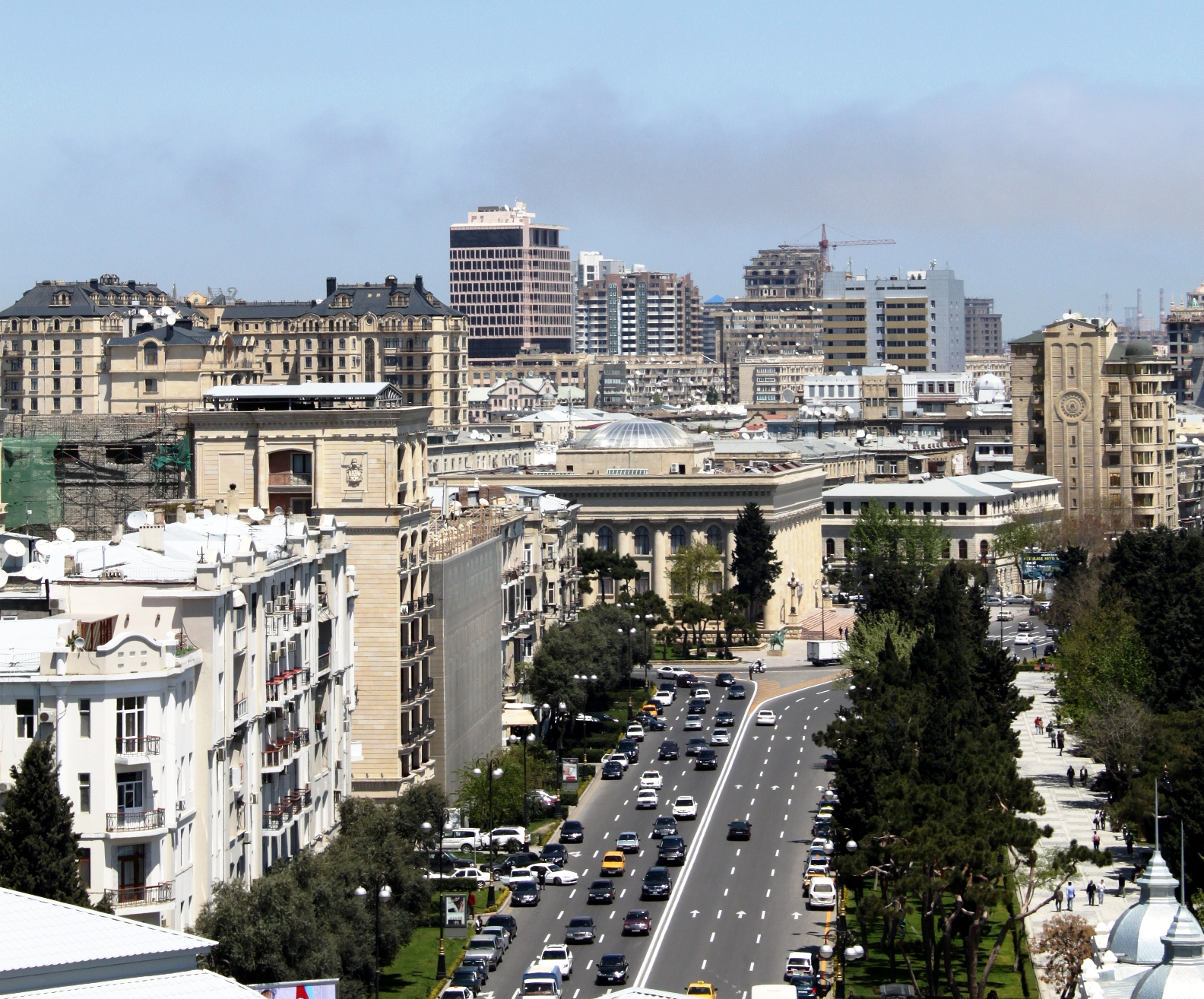
Via Azerbaigian
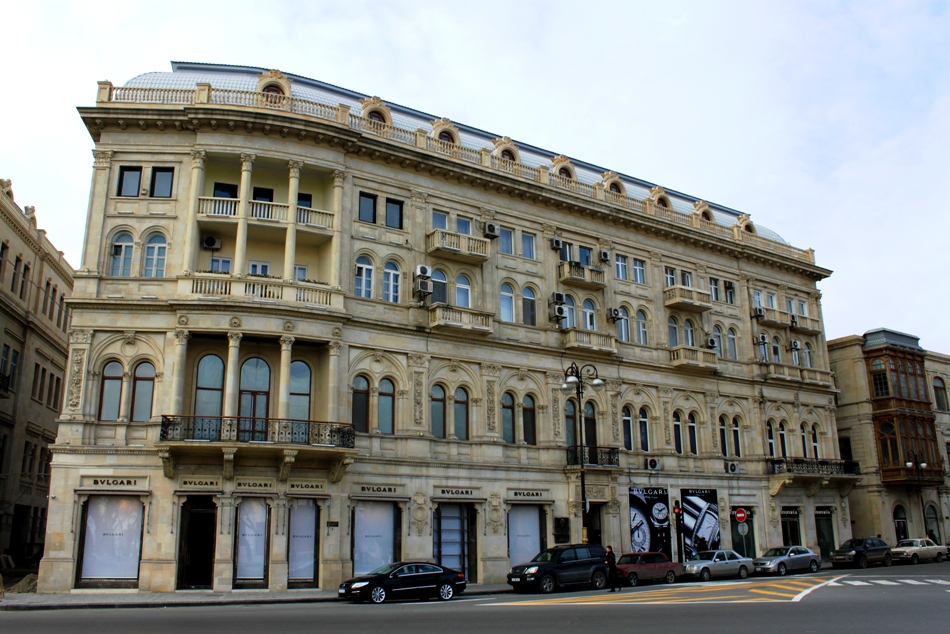
Edificio tipico del primo boom petrolifero
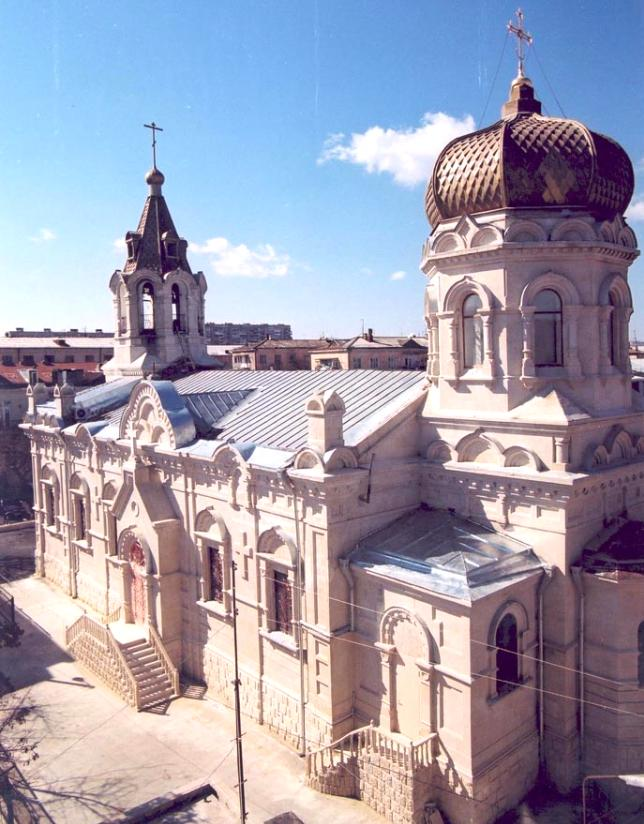
Cattedrale ortodossa delle Sante Mirrofore.